# Sarah Kofman
Sarah Kofman (París, 14 de setembre de 1934 - 15 d'octubre de 1994) va ser una filòsofa, escriptora i docent francesa.

## Biografia
El seu pare, rabí d'origen polonès, va morir assassinat a Auschwitz el 1942, després de la seva detenció durant la Batuda del Velòdrom d'Hivern. Aquesta tragèdia va marcar la infància de Sarah Kofman, car va haver de viure entre dues mares, la real i una altra d'adoptiva que els havia donat refugi per a ocultar-se de les batudes. I també va marcar tota la seva vida, fet que es dedueix dels seus últims llibres.
Després dels seus estudis de filosofia, Kofman va començar la seva carrera docent en instituts de Tolosa (1960-1963) i París (1963-1970). També va ensenyar, entre d'altres, en les universitats de Berkeley i de Ginebra. La seva tesi doctoral, supervisada per Gilles Deleuze i publicada més tard amb el títol de Nietzsche et la métaphore, va donar inici a un diàleg amb el pensador alemany que la va ocupar tota vida, ja que el 1992-1993 va publicar dos toms sobre aquesta figura filosòfica.
El 1969 va conèixer Jacques Derrida, va assistir als seus seminaris i, després, participà en el seu projecte col·lectiu de publicacions d'Éditions Galilée. A més, Sarah Kofman escrigué un excel·lent assaig sobre ell amb el títol de Lectures de Derrida.
Tanmateix, cal no oblidar les seves contínues reflexions sobre la condició femenina. Destaquen els textos que va dedicar a Friedrich Nietzsche i al pensament de Sigmund Freud, especialment sobre la seva valoració de les dones. Els seus gustos per la literatura d'Ernst Theodor Amadeus Hoffmann i Gérard de Nerval, per la metàfora en particular i per l'expressió autobiogràfica en general, han fet dels seus escrits una mostra rellevant de la creació de el segle xx, des d'Autobiogriffures fins a Paroles suffoquées i Carrer Ordener, carrer Labat, aquest darrer traudït al català el 2005.
Sarah Kofman ha estat traduïda a moltes llengües, sobretot a l'anglès. Va impartir conferències arreu del món -des del Brasil al Japó-, a més de ser coneguda per la seva activitat incessant a França com a escriptora i com a docent. Per aquest motiu el seu suïcidi, el 1994, tingué un gran ressò, prenent un valor simbòlic per a tota una generació.

### Mort
Kofman es va suïcidar el 1994. El fet que ho fes en la data de l'aniversari del naixement de Nietzsche ha estat vist per alguns autors com significatiu. Després de la seva mort, Derrida va escriure el següent:
| « | Per a ella també va ser sense pietat, si no és sense pietat, al final, tant per a Nietzsche com per a Freud, a qui coneixia i a qui havia llegit per dins i per fora. Com ningú més en aquest segle, m'atreveixo a dir. Els estimava sense pietat, i era implacable amb ells (per no parlar d'altres) en el mateix moment en què, donant-los sense pietat tot el que podia, i tot el que tenia, especialment en relació amb l'art i el riure. | » |

## Obra publicada
- L'Enfance de l'art. Une interprétation de l'esthétique freudienne, Paris, Payot, «Bibliothèque scientifique. Science de l'homme», 1970.
- Nietzsche et la métaphore, Paris, Payot, « Bibliothèque scientifique », 1972. Ouvrage composé des textes remaniés de trois articles de l'auteur extraits de Critique, avril 1970-septembre 1971 et de Poétique, 5.
- Camera obscura. De l'idéologie, Paris, Galilée, «La Philosophie en effet», 1973. En appendice: «Usage de la Chambre obscure», par Willem Jacob 's Gravesande. (ISBN 2-7186-0007-1)
- Quatre romans analytiques, Paris, Galilée, «La Philosophie en effet», 1974. (ISBN 2-7186-0016-0)
- Autobiogriffures, Paris, Christian Bourgois, 1976. (ISBN 2-267-00043-1)
- Nerval: le charme de la répétition. Lecture de «Sylvie», Lausanne-Paris, l'Âge d'homme, «Cistre essais», 1979.
- Nietzsche et la scène philosophique, Paris, Union générale d'éditions, «10/18», 1979. (ISBN 2-264-00247-6)
- L'Énigme de la femme: la femme dans les textes de Freud, Paris, Galilée, 1980. (ISBN 2-7186-0192-2
- Le Respect des femmes: Kant et Rousseau, Paris, Galilée, «Débats», 1982. (ISBN 2-7186-0225-2)
- Comment s'en sortir ?, Paris, Galilée, «Débats», 1983. (ISBN 2-7186-0240-6)
- Un Métier impossible. Lecture de «Constructions en analyse», Paris, Galilée, «Débats», 1983. (ISBN 2-7186-0241-4)
- Lectures de Derrida, Paris, Galilée, «Débats», 1984. (ISBN 2-7186-0251-1)
- La Mélancolie de l'art, Paris, Galilée, «Débats», 1985. (ISBN 2-7186-0274-0)
- Pourquoi rit-on ?: Freud et le mot d'esprit, Paris, Galilée, «Débats», 1985. (ISBN 2-7186-0297-X)
- Paroles suffoquées, Paris, Galilée, «Débats», 1986. (ISBN 2-7186-0312-7).
- Conversions. «Le Marchand de Venise» sous le signe de Saturne, Paris, Galilée, «Débats» 1987. (ISBN 2-7186-0325-9)
- Socrate(s), Paris, Galilée, «La philosophie en effet», 1989. (ISBN 2-7186-0336-4)
- Séductions. De Sartre à Héraclite, Paris, Galilée, «La philosophie en effet», 1990. (ISBN 2-7186-0337-2)
- amb Jean-Yves Masson, Don Juan ou le Refus de la dette, Paris, Galilée, «Débats», 1991. (ISBN 2-7186-0388-7)
- «Il n'y a que le premier pas qui coûte»: Freud et la spéculation, Paris, Galilée, «Débats», 1991. (ISBN 2-7186-0396-8)
- Explosion I. De l'Ecce homo de Nietzsche, Paris, Galilée, «La philosophie en effet», 1992. (ISBN 2-7186-0397-6)
- Explosion II. Les enfants de Nietzsche, Paris, Galilée, «La philosophie en effet», 1993. (ISBN 2-7186-0418-2)
- Le mépris des juifs. Nietzsche, les juifs, l'antisémitisme, Paris, Galilée, «La philosophie en effet», 1994. (ISBN 2-7186-0437-9)
- Rue Ordener, rue Labat, Paris, Galilée, 1994. (ISBN 2-7186-0439-5)
- L'Imposture de la beauté et autres textes, Paris, Galilée, «La philosophie en effet», 1995. (ISBN 2-7186-0464-6)
- Altres:
  - François Laruelle, Le déclin de l'écriture suivi d'entretiens avec Jean-Luc Nancy, Sarah Kofman, Jacques Derrida, Philippe Lacoue-Labarthe, Aubier-Flammarion, Coll. La Philosophie en effet, 1977.
  - Posthume: ses Lettres à Jacques Derrida, édition établie, annotée et présentée par Ginette Michaud et Isabelle Ullern, dans leur ouvrage: Sarah Kofman et Jacques Derrida. Croisements, écarts, différences, Paris, Hermann, coll. «Le Bel Aujourd'hui», 2018, pp 131 à 300 (ISBN 9782705695439)